# Acrocanthosaurus atokensis
Acrocanthosaurus atokensis (Stovall & Langston, 1950), il cui nome significa "lucertola dall'alta colonna vertebrale", è un genere estinto di dinosauro teropode carcharodontosauride vissuto nel Cretaceo inferiore, circa 116-110 milioni di anni fa (Aptiano-Albiano), diffuso nell'attuale Nordamerica. Come molti generi di dinosauri, Acrocanthosaurus contiene un'unica specie, A. atokensis. I suoi resti fossili sono stati ritrovati principalmente negli Stati dell'Oklahoma e del Texas, sebbene le zanne attribuite all'Acrocanthosaurus siano state rinvenute nella parte orientale del Maryland.
Acrocanthosaurus era predatore bipede. Come suggerisce il nome, è soprattutto noto per l'altezza della sua spina dorsale, che molto probabilmente manteneva una sporgenza muscolosa oltre la schiena, il collo ed i fianchi dell'animale. Acrocanthosaurus era uno dei teropodi più grandi, era infatti lungo circa 11,5 metri e pesava più di 6 tonnellate. Alcune grandi impronte rinvenute in Texas potrebbero essere state lasciate dall'Acrocanthosaurus, nonostante non ci sia una corrispondenza diretta con la forma ossea.
Recenti scoperte hanno portato alla luce più dettagli circa la sua anatomia, permettendo tramite studi specializzati di rilevare la forma del suo cervello e la funzione degli arti. Comunque è ancora aperto un dibattito a proposito dei suoi rapporti evoluzionari, poiché mentre alcuni scienziati lo classificano come allosauride, altri ritengono sia un carcarodontosauride. Acrocanthosaurus, come già detto, era il più imponente teropode del proprio ecosistema e probabilmente un superpredatore, in grado di abbattere e nutrirsi di grossi sauropodi, ornitopodi e ankylosauri.

## Descrizione

Dimensioni di Acrocanthosaurus, in confronto ad un uomo

Malgrado fosse leggermente più piccolo di alcuni rettili come il Giganotosaurus, l'Acrocanthosaurus è stato uno dei maggiori teropodi mai esistiti.
L'esemplare più grande a noi conosciuto (NCSM 14345) misurava 11,5 metri di lunghezza dalla testa alla punta della coda per un peso compreso tra le 4,7 tonnellate e le 5,2 tonnellate, con un peso massimo superiore alle 6,25 tonnellate. Il cranio da solo era lungo circa 1,30 metri (4,3 piedi).
Esso, come in molti altri allosauridi, era lungo, basso e stretto. La sua finestra antiorbitale (ovvero l'apertura davanti all'orbita dell'occhio) era abbastanza larga, più di un quarto della larghezza del cranio e di due terzi della sua altezza. La superficie esterna della mascella e la superficie superiore dell'osso nasale non erano grandi come quelle del Giganotosaurus o del Carcharodontosaurus. Creste basse sporgevano dalle ossa nasali, ricoprendo ogni lato della mascella fino alla narice posteriore all'occhio, dove continuavano in corrispondenza delle ossa lacrimali.. Questo è un aspetto che accomuna tutti gli allosauridi.
Diversamente da Allosaurus, Acrocanthosaurus non aveva una cresta prominanete sull'osso lacrimale davanti all'occhio. Le ossa lacrimali e postorbitali si incontravano invece a formare un ispessimento della fronte oltre l'occhio, come già visto nei carcarodontosauridi ed i non imparentati abelisauri. Diciannove denti curvi e serrati ricoprivano ogni parte della mascella, ma non si hanno dati certi sulla struttura della mandibola. I denti di Acrocanthosaurus erano più grandi di quelli di Carcharodontosaurus e non presentavano la struttura rugosa che caratterizzava i carcharodontosauri. La dentatura era saldata al bordo della fronte e come in Giganotosaurus presentava una spessa sporgenza orizzontale sulla superficie esterna dell'osso sovrangolare della mandibola, sotto l'articolazione con il cranio.
Il particolare più rilevante di Acrocanthosaurus è la disposizione dei processi ossei, situati sulle vertebre del collo, sulla schiena, i fianchi e la punta della coda, che era alta circa 2,5 volte l'altezza delle vertebre da cui nasceva.
Anche altri dinosauri avevano grandi vertebre sulla schiena, a volte molto più larghe di quelle di Acrocanthosaurus. Per esempio Spinosaurus aveva processi ossei alti circa 2 metri, circa dodici volte più alti del corpo delle proprie vertebre. Piuttosto che sostenere una pelle "leggera" come già visto in Spinosaurus, le vertebre inferiori di Acrocanthosaurus possedevano articolazioni per muscoli poderosi come quelli del moderno bisonte, che andavano probabilmente a costituire un'alta, spessa cresta sulla sua schiena. La funzione dei processi spinosi resta sconosciuta, anche se potrebbero essere state utilizzate per la comunicazione dell'animale, come deposito di lipidi o per il controllo della temperatura corporea. Tutte le sue vertebre cervicali e dorsali presentavano prominenti depressioni sui fianchi, mentre le vertebre caudali ne formavano altre più piccole. Queste caratteristiche sono più vicine ai Carcarodontosauridi che ad Allosaurus. A prescindere dalle vertebre, Acrocanthosaurus possedeva un tipico scheletro allosauride. Acrocanthosaurus era bipede, con una lunga e pesante coda che controbilanciava la testa ed il resto del corpo, mantenendo il proprio centro di gravità oltre i fianchi. I suoi arti erano relativamente più corti e robusti di quelli di Allosaurus ma erano comunque simili: ogni zampa possedeva tre artigli. Diversamente da alcuni dinosauri veloci, il suo femore era più lungo della tibia e dei metatarsi, il che suggerische che Acrocanthosaurus non fosse un corridore veloce. Come si può immaginare, le ossa posteriori della gamba di Acrocanthosaurus erano proporzionalmente più robuste delle corrispondenti di Allosaurus. I suoi piedi avevano quattro artigli ciascuno e, sebbene questa sia una caratteristica tipica dei teropodi, il primo era più piccolo rispetto ai restanti e non era a contatto con il suolo.

## Classificazione e sistematica

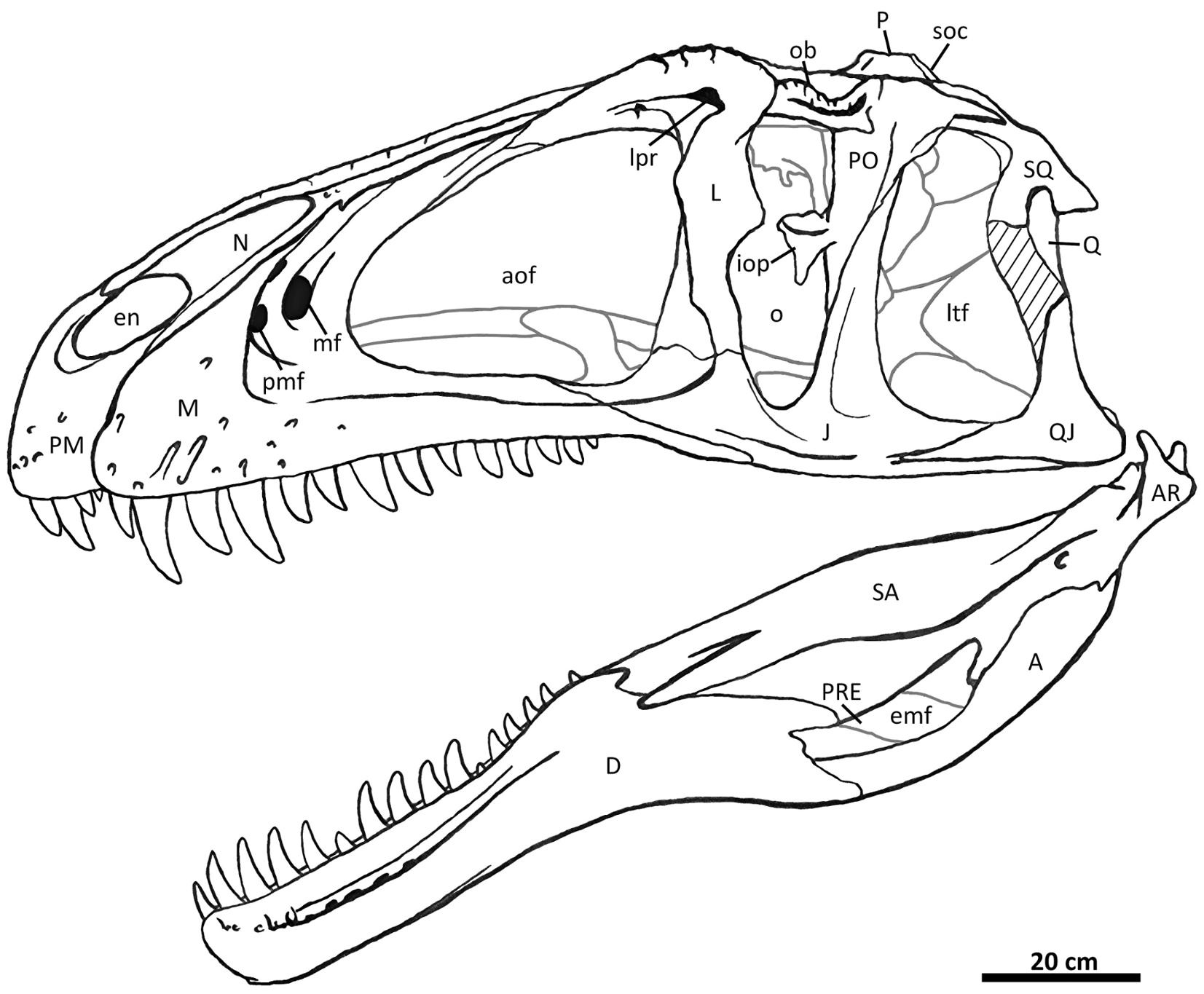
Diagramma del cranio NCSM 14345

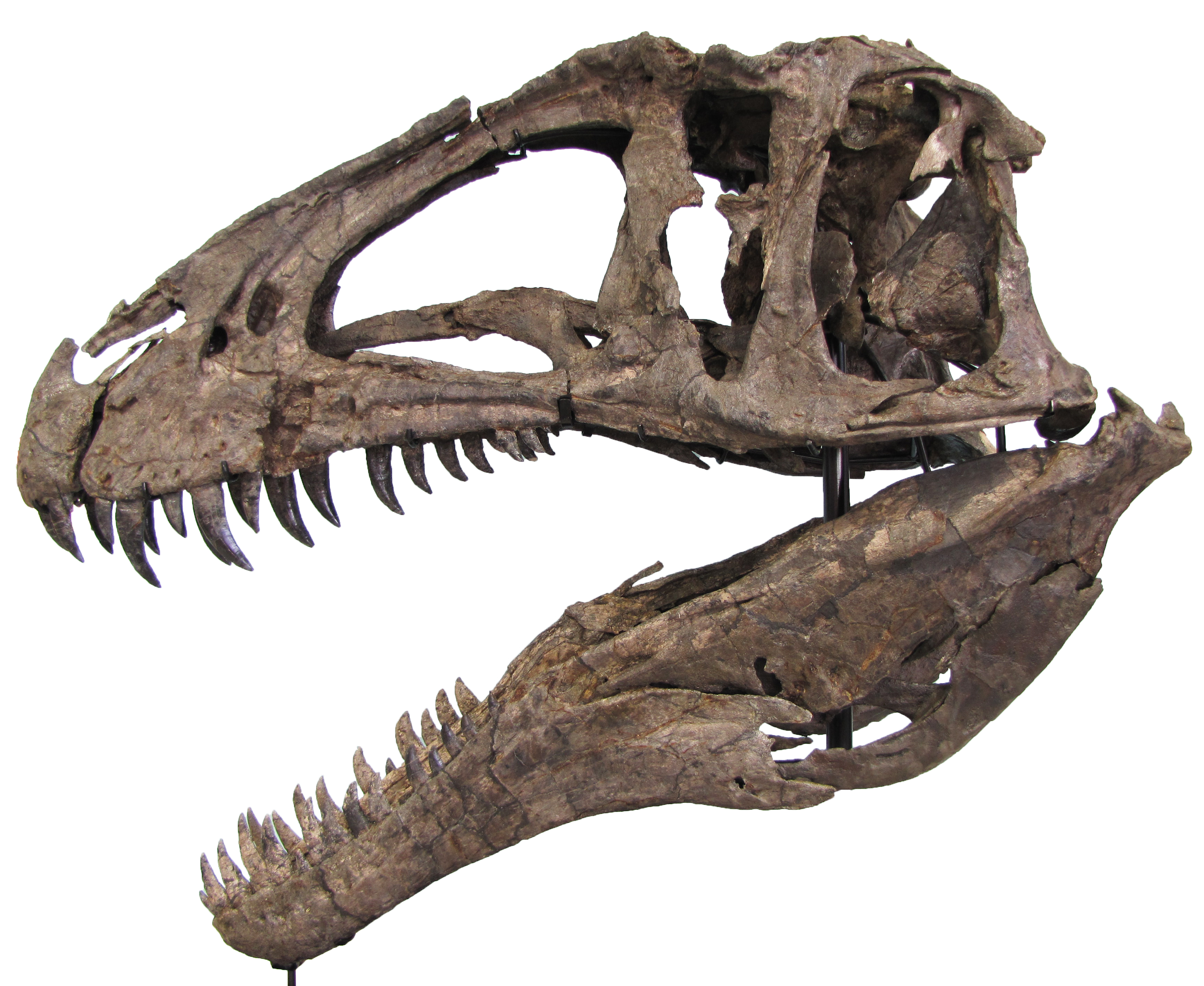
Cranio NCSM 14345, al North Carolina Museum of Natural Sciences

Acrocanthosaurus è classificato nella superfamiglia Allosauroidea all'interno dell'infraordine Tetanurae. Questa superfamiglia è caratterizzata da creste pari sulle ossa nasali e lacrimali sulla parte superiore della bocca e da grandi processi ossei sulle vertebre cervicali, tra le altre caratteristiche. Acrocanthosaurus fu originariamente piazzato nella famiglia Allosauridae insieme ad Allosaurus, ipotesi supportata da molti studi recenti. Altri scienziati lo classificano come membro della relativa famiglia Carcharodontosauridae.
All'epoca della sua scoperta, Acrocanthosaurus e molti altri grandi teropodi erano classificati in base a pochi ritrovamenti frammentari, fondamentali per la classificazione altamente incerta di questo genere. J. Willis Stovall e Wann Langston, Jr. lo assegnarono per primo alle "Antrodemidae," equivalente di Allosauridae, ma nel 1956 fu trasferito alla sottocategoria dei Megalosauri da Alfred Sherwood Romer. I lunghi prolungamenti delle sue vertebre suggerirono ad altri esperti un legame con Spinosaurus. Quest'idea di Acrocanthosaurus come spinosauride rimase invariata negli anni'80, e fu diffusa nei libri semi-professionali sui dinosauri dell'epoca.
Quando nel 1988 alcune vertebre molto simili a quelle di Acrocanthosaurus(risalenti all'inizio del Cretaceo) furono rinvenute in Inghilterra, Gregory S. Paul le catalogò come appartenenti ad una seconda specie del genere, A. Altispinax. Quest'ultimo era un teropode altrimenti conosciuto solo per la dentatura, così l'insufficienza di analogie portò diversi tassonomi a considerare Altispinax sinonimo di Acrocanthosaurus. Queste vertebre furono più tardi ricondotte al nuovo genere Becklespinax, distinto sia da Acrocanthosaurus che da Altispinax.
Se Acrocanthosaurus fosse stato un allosauride, avrebbe dovuto essere maggiormente connesso a generi del Giurassico come Allosaurus e Saurophaganax. Queste analisi cladistiche che lo collegarono ai Carcarodontosauridi lo classificano di solito in una posizione di base vicina al Carcharodontosaurus africano e al Giganotosaurus del Sud America. Neovenator, scoperto in Inghilterra, è considerato un Carcarodontosauride ancora precedente. Ciò suggerisce che la famiglia sia nata in Europa e si sia dispersa nei continenti meridionali (all'epoca uniti nel supercontinente Gondwana). Se Acrocanthosaurus era un Carcarodontosauride, ciò significa che la famiglia si sia dispersa anche nel Nordamerica È noto che i Carcarodontosauri vissero nella prima parte del medio Cretaceo..
Il seguente grafico mostra il posizionamento di Acrocanthosaurus all'interno di Carcharodontosauridae.
|  | Tyrannotitan                                                  |
|  |                                                               |
|  | \| \| Mapusaurus \| \| \| \| \| \| Giganotosaurus \| \| \| \| |
|  |                                                               |
|  | Mapusaurus                                                    |
|  |                                                               |
|  | Giganotosaurus                                                |
|  |                                                               |

|  | Mapusaurus     |
|  |                |
|  | Giganotosaurus |
|  |                |

|  | Tyrannotitan                                                  |
|  |                                                               |
|  | \| \| Mapusaurus \| \| \| \| \| \| Giganotosaurus \| \| \| \| |
|  |                                                               |
|  | Mapusaurus                                                    |
|  |                                                               |
|  | Giganotosaurus                                                |
|  |                                                               |

|  | Mapusaurus     |
|  |                |
|  | Giganotosaurus |
|  |                |

|  | Tyrannotitan                                                  |
|  |                                                               |
|  | \| \| Mapusaurus \| \| \| \| \| \| Giganotosaurus \| \| \| \| |
|  |                                                               |
|  | Mapusaurus                                                    |
|  |                                                               |
|  | Giganotosaurus                                                |
|  |                                                               |

|  | Mapusaurus     |
|  |                |
|  | Giganotosaurus |
|  |                |

|  | Tyrannotitan                                                  |
|  |                                                               |
|  | \| \| Mapusaurus \| \| \| \| \| \| Giganotosaurus \| \| \| \| |
|  |                                                               |
|  | Mapusaurus                                                    |
|  |                                                               |
|  | Giganotosaurus                                                |
|  |                                                               |

|  | Mapusaurus     |
|  |                |
|  | Giganotosaurus |
|  |                |

|  | Tyrannotitan                                                  |
|  |                                                               |
|  | \| \| Mapusaurus \| \| \| \| \| \| Giganotosaurus \| \| \| \| |
|  |                                                               |
|  | Mapusaurus                                                    |
|  |                                                               |
|  | Giganotosaurus                                                |
|  |                                                               |

|  | Mapusaurus     |
|  |                |
|  | Giganotosaurus |
|  |                |

|  | Tyrannotitan                                                  |
|  |                                                               |
|  | \| \| Mapusaurus \| \| \| \| \| \| Giganotosaurus \| \| \| \| |
|  |                                                               |
|  | Mapusaurus                                                    |
|  |                                                               |
|  | Giganotosaurus                                                |
|  |                                                               |

|  | Mapusaurus     |
|  |                |
|  | Giganotosaurus |
|  |                |

|  | Tyrannotitan                                                  |
|  |                                                               |
|  | \| \| Mapusaurus \| \| \| \| \| \| Giganotosaurus \| \| \| \| |
|  |                                                               |
|  | Mapusaurus                                                    |
|  |                                                               |
|  | Giganotosaurus                                                |
|  |                                                               |

|  | Mapusaurus     |
|  |                |
|  | Giganotosaurus |
|  |                |

|  | Tyrannotitan                                                  |
|  |                                                               |
|  | \| \| Mapusaurus \| \| \| \| \| \| Giganotosaurus \| \| \| \| |
|  |                                                               |
|  | Mapusaurus                                                    |
|  |                                                               |
|  | Giganotosaurus                                                |
|  |                                                               |

|  | Mapusaurus     |
|  |                |
|  | Giganotosaurus |
|  |                |

|  | Tyrannotitan                                                  |
|  |                                                               |
|  | \| \| Mapusaurus \| \| \| \| \| \| Giganotosaurus \| \| \| \| |
|  |                                                               |
|  | Mapusaurus                                                    |
|  |                                                               |
|  | Giganotosaurus                                                |
|  |                                                               |

|  | Mapusaurus     |
|  |                |
|  | Giganotosaurus |
|  |                |

|  | Tyrannotitan                                                  |
|  |                                                               |
|  | \| \| Mapusaurus \| \| \| \| \| \| Giganotosaurus \| \| \| \| |
|  |                                                               |
|  | Mapusaurus                                                    |
|  |                                                               |
|  | Giganotosaurus                                                |
|  |                                                               |

|  | Mapusaurus     |
|  |                |
|  | Giganotosaurus |
|  |                |

|  | Tyrannotitan                                                  |
|  |                                                               |
|  | \| \| Mapusaurus \| \| \| \| \| \| Giganotosaurus \| \| \| \| |
|  |                                                               |
|  | Mapusaurus                                                    |
|  |                                                               |
|  | Giganotosaurus                                                |
|  |                                                               |

|  | Mapusaurus     |
|  |                |
|  | Giganotosaurus |
|  |                |

|  | Tyrannotitan                                                  |
|  |                                                               |
|  | \| \| Mapusaurus \| \| \| \| \| \| Giganotosaurus \| \| \| \| |
|  |                                                               |
|  | Mapusaurus                                                    |
|  |                                                               |
|  | Giganotosaurus                                                |
|  |                                                               |

|  | Mapusaurus     |
|  |                |
|  | Giganotosaurus |
|  |                |

|  | Tyrannotitan                                                  |
|  |                                                               |
|  | \| \| Mapusaurus \| \| \| \| \| \| Giganotosaurus \| \| \| \| |
|  |                                                               |
|  | Mapusaurus                                                    |
|  |                                                               |
|  | Giganotosaurus                                                |
|  |                                                               |

|  | Mapusaurus     |
|  |                |
|  | Giganotosaurus |
|  |                |

|  | Tyrannotitan                                                  |
|  |                                                               |
|  | \| \| Mapusaurus \| \| \| \| \| \| Giganotosaurus \| \| \| \| |
|  |                                                               |
|  | Mapusaurus                                                    |
|  |                                                               |
|  | Giganotosaurus                                                |
|  |                                                               |

|  | Mapusaurus     |
|  |                |
|  | Giganotosaurus |
|  |                |

|  | Tyrannotitan                                                  |
|  |                                                               |
|  | \| \| Mapusaurus \| \| \| \| \| \| Giganotosaurus \| \| \| \| |
|  |                                                               |
|  | Mapusaurus                                                    |
|  |                                                               |
|  | Giganotosaurus                                                |
|  |                                                               |

|  | Mapusaurus     |
|  |                |
|  | Giganotosaurus |
|  |                |

|  | Tyrannotitan                                                  |
|  |                                                               |
|  | \| \| Mapusaurus \| \| \| \| \| \| Giganotosaurus \| \| \| \| |
|  |                                                               |
|  | Mapusaurus                                                    |
|  |                                                               |
|  | Giganotosaurus                                                |
|  |                                                               |

|  | Mapusaurus     |
|  |                |
|  | Giganotosaurus |
|  |                |

|  | Tyrannotitan                                                  |
|  |                                                               |
|  | \| \| Mapusaurus \| \| \| \| \| \| Giganotosaurus \| \| \| \| |
|  |                                                               |
|  | Mapusaurus                                                    |
|  |                                                               |
|  | Giganotosaurus                                                |
|  |                                                               |

|  | Mapusaurus     |
|  |                |
|  | Giganotosaurus |
|  |                |

|  | Tyrannotitan                                                  |
|  |                                                               |
|  | \| \| Mapusaurus \| \| \| \| \| \| Giganotosaurus \| \| \| \| |
|  |                                                               |
|  | Mapusaurus                                                    |
|  |                                                               |
|  | Giganotosaurus                                                |
|  |                                                               |

|  | Mapusaurus     |
|  |                |
|  | Giganotosaurus |
|  |                |

|  | Tyrannotitan                                                  |
|  |                                                               |
|  | \| \| Mapusaurus \| \| \| \| \| \| Giganotosaurus \| \| \| \| |
|  |                                                               |
|  | Mapusaurus                                                    |
|  |                                                               |
|  | Giganotosaurus                                                |
|  |                                                               |

|  | Mapusaurus     |
|  |                |
|  | Giganotosaurus |
|  |                |

|  | Tyrannotitan                                                  |
|  |                                                               |
|  | \| \| Mapusaurus \| \| \| \| \| \| Giganotosaurus \| \| \| \| |
|  |                                                               |
|  | Mapusaurus                                                    |
|  |                                                               |
|  | Giganotosaurus                                                |
|  |                                                               |

|  | Mapusaurus     |
|  |                |
|  | Giganotosaurus |
|  |                |

|  | Tyrannotitan                                                  |
|  |                                                               |
|  | \| \| Mapusaurus \| \| \| \| \| \| Giganotosaurus \| \| \| \| |
|  |                                                               |
|  | Mapusaurus                                                    |
|  |                                                               |
|  | Giganotosaurus                                                |
|  |                                                               |

|  | Mapusaurus     |
|  |                |
|  | Giganotosaurus |
|  |                |

|  | Tyrannotitan                                                  |
|  |                                                               |
|  | \| \| Mapusaurus \| \| \| \| \| \| Giganotosaurus \| \| \| \| |
|  |                                                               |
|  | Mapusaurus                                                    |
|  |                                                               |
|  | Giganotosaurus                                                |
|  |                                                               |

|  | Mapusaurus     |
|  |                |
|  | Giganotosaurus |
|  |                |

|  | Tyrannotitan                                                  |
|  |                                                               |
|  | \| \| Mapusaurus \| \| \| \| \| \| Giganotosaurus \| \| \| \| |
|  |                                                               |
|  | Mapusaurus                                                    |
|  |                                                               |
|  | Giganotosaurus                                                |
|  |                                                               |

|  | Mapusaurus     |
|  |                |
|  | Giganotosaurus |
|  |                |

|  | Tyrannotitan                                                  |
|  |                                                               |
|  | \| \| Mapusaurus \| \| \| \| \| \| Giganotosaurus \| \| \| \| |
|  |                                                               |
|  | Mapusaurus                                                    |
|  |                                                               |
|  | Giganotosaurus                                                |
|  |                                                               |

|  | Mapusaurus     |
|  |                |
|  | Giganotosaurus |
|  |                |

|  | Tyrannotitan                                                  |
|  |                                                               |
|  | \| \| Mapusaurus \| \| \| \| \| \| Giganotosaurus \| \| \| \| |
|  |                                                               |
|  | Mapusaurus                                                    |
|  |                                                               |
|  | Giganotosaurus                                                |
|  |                                                               |

|  | Mapusaurus     |
|  |                |
|  | Giganotosaurus |
|  |                |

|  | Tyrannotitan                                                  |
|  |                                                               |
|  | \| \| Mapusaurus \| \| \| \| \| \| Giganotosaurus \| \| \| \| |
|  |                                                               |
|  | Mapusaurus                                                    |
|  |                                                               |
|  | Giganotosaurus                                                |
|  |                                                               |

|  | Mapusaurus     |
|  |                |
|  | Giganotosaurus |
|  |                |

|  | Tyrannotitan                                                  |
|  |                                                               |
|  | \| \| Mapusaurus \| \| \| \| \| \| Giganotosaurus \| \| \| \| |
|  |                                                               |
|  | Mapusaurus                                                    |
|  |                                                               |
|  | Giganotosaurus                                                |
|  |                                                               |

|  | Mapusaurus     |
|  |                |
|  | Giganotosaurus |
|  |                |

|  | Tyrannotitan                                                  |
|  |                                                               |
|  | \| \| Mapusaurus \| \| \| \| \| \| Giganotosaurus \| \| \| \| |
|  |                                                               |
|  | Mapusaurus                                                    |
|  |                                                               |
|  | Giganotosaurus                                                |
|  |                                                               |

|  | Mapusaurus     |
|  |                |
|  | Giganotosaurus |
|  |                |

|  | Tyrannotitan                                                  |
|  |                                                               |
|  | \| \| Mapusaurus \| \| \| \| \| \| Giganotosaurus \| \| \| \| |
|  |                                                               |
|  | Mapusaurus                                                    |
|  |                                                               |
|  | Giganotosaurus                                                |
|  |                                                               |

|  | Mapusaurus     |
|  |                |
|  | Giganotosaurus |
|  |                |

|  | Tyrannotitan                                                  |
|  |                                                               |
|  | \| \| Mapusaurus \| \| \| \| \| \| Giganotosaurus \| \| \| \| |
|  |                                                               |
|  | Mapusaurus                                                    |
|  |                                                               |
|  | Giganotosaurus                                                |
|  |                                                               |

|  | Mapusaurus     |
|  |                |
|  | Giganotosaurus |
|  |                |

|  | Tyrannotitan                                                  |
|  |                                                               |
|  | \| \| Mapusaurus \| \| \| \| \| \| Giganotosaurus \| \| \| \| |
|  |                                                               |
|  | Mapusaurus                                                    |
|  |                                                               |
|  | Giganotosaurus                                                |
|  |                                                               |

|  | Mapusaurus     |
|  |                |
|  | Giganotosaurus |
|  |                |

|  | Tyrannotitan                                                  |
|  |                                                               |
|  | \| \| Mapusaurus \| \| \| \| \| \| Giganotosaurus \| \| \| \| |
|  |                                                               |
|  | Mapusaurus                                                    |
|  |                                                               |
|  | Giganotosaurus                                                |
|  |                                                               |

|  | Mapusaurus     |
|  |                |
|  | Giganotosaurus |
|  |                |

## Scoperta e denominazione

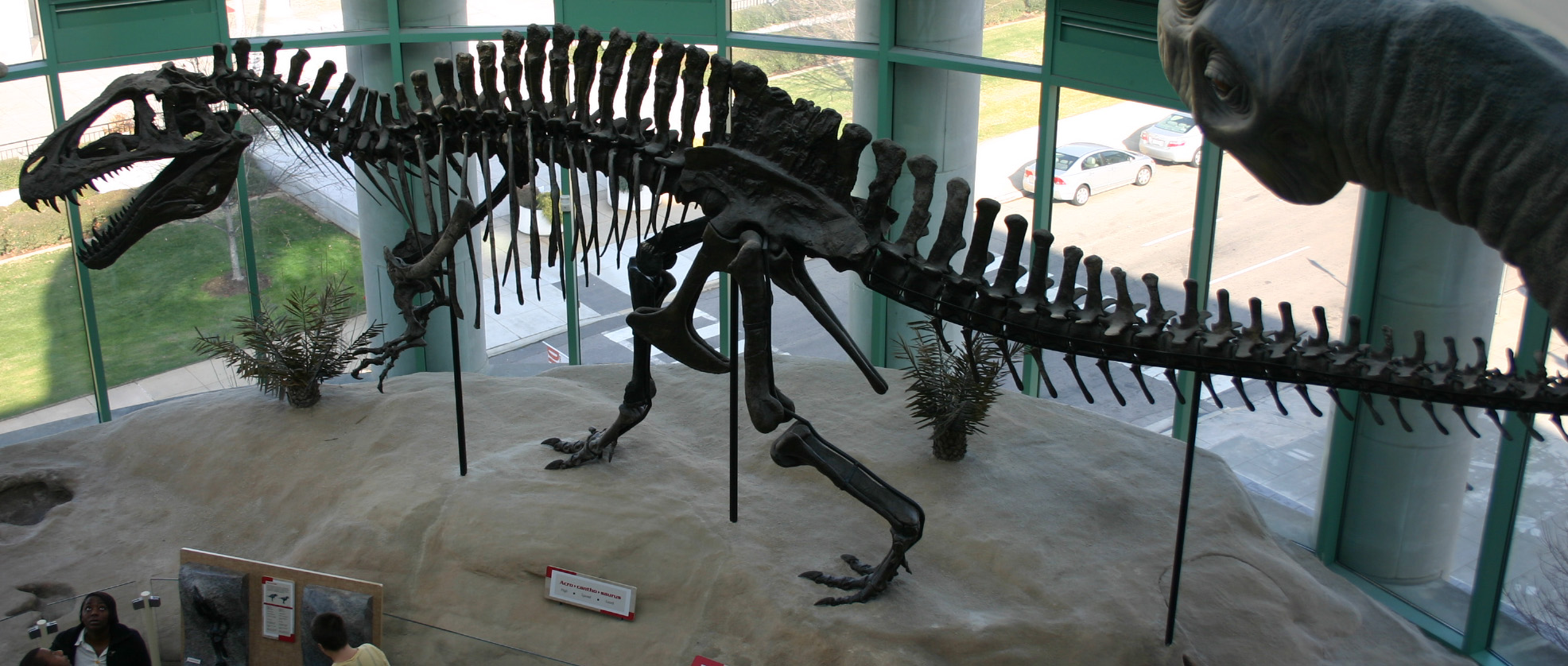
Ricostruzione dello scheletro di Acrocanthosaurus (NCSM 14345) al Museo di Scienze Naturali della Carolina del Nord.

Acrocanthosaurus è così chiamato per l'altezza della sua spina dorsale, dal greco ακρα/akra ('alto'), ακανθα/akantha ('spina' o 'colonna') e σαυρος/sauros ('lucertola'). Fino ad ora esiste un'unica specie (A. atokensis), che prende nome dalla Contea di Atoka in Oklahoma, dove furono rinvenuti i reperti originali. Il nome fu coniato nel 1950 dai paleontologi statunitensi J. Willis Stovall e Wann Langston Jr. Langston aveva proposto il nome "Acracanthus atokaensis" per il genere e la specie nella sua tesi di laurea mai pubblicata del 1947, ma il nome fu mutato in Acrocanthosaurus atokensis per motivi formali.
L'olotipo ed il paratipo (OMNH 10146 ed OMNH 10147), entrambi descritti nel 1950, consistono in due scheletri parziali ed un frammento di cranio ritrovati nell'Antlers Formation in Oklahoma. Due reperti molto più completi vennero descritti negli anni'90. Il primo (SMU 74646) è uno scheletro parziale, mancante di parte del cranio, recuperato dalla Twin Mountains Formation in Texas ed attualmente custodito nella collezione del Fort Worth Museum of Science and History. Uno scheletro ulteriormente completo (NCSM 14345, soprannominato 'Fran') fu trovato nell'Antlers Formation dell'Oklahoma da collezionisti privati, preparati dal Black Hills Institute in Dakota del Sud, ed è attualmente ospitato nel North Carolina Museum of Natural Sciences a Raleigh. Il reperto è l'integerrimo ed include un cranio completo ed alcuni arti. I frammenti ossei di OMNH 10147 sono all'incirca della stessa taglia di quelli di NCSM 14345, quindi appartenenti ad un animale della stessa taglia, mentre l'olotipo ed SMU 74646 sono molto più piccoli.
Acrocanthosaurus avrebbe potuto essere identificato già sulla base dei reperti parziali rinvenuti in Oklahoma and Texas. Un dente scoperto a sud dell'Arizona è stato riconosciuto come dello stesso genere, e sono state trovate corrispondenze con le impronte dentarie dei sauropodi rinvenuti nella stessa area. Molti denti trovati nella Arundel Formation del Maryland sono stati descritti come quasi identici a quelli di Acrocanthosaurus e potrebbero rappresentare una variante orientale del genere. Anche molti altri denti e teschi da varie formazioni geologiche ad ovest degli Stati Uniti sono stati ricondotti ad Acrocanthosaurus, ma molti di questi sono stati identificati in maniera errata.

## Paleobiologia

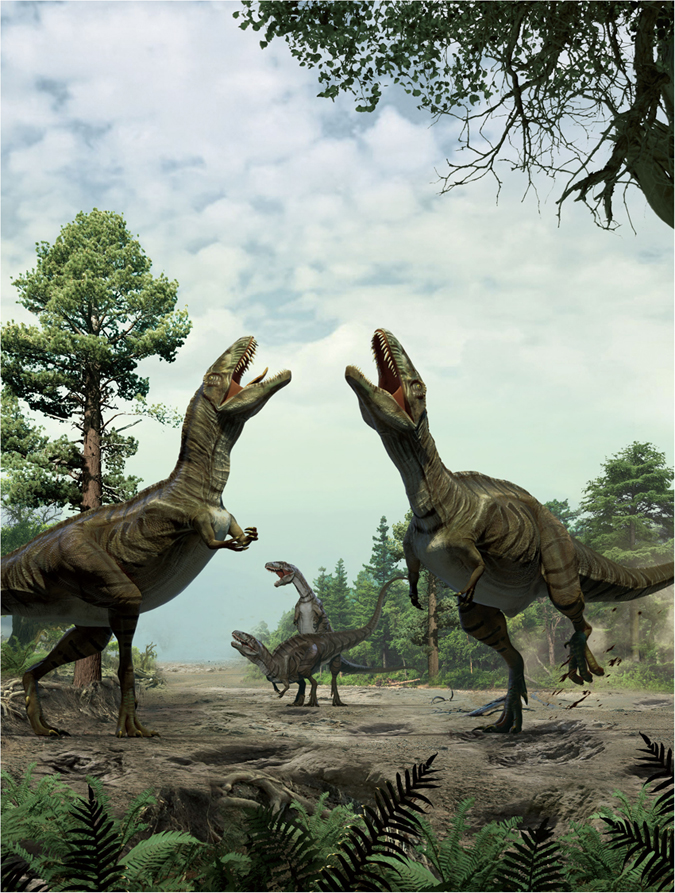
Possibile ricostruzione di due esemplari di Acrocanthosaurus durante il corteggiamento

### Crescita e longevità
Dalle caratteristiche ossee dell'olotipo OMNH 10146 e 14345 NCSM, si stima che un Acrocanthosaurus in media impiegava circa 12 anni per crescere completamente. Tale cifra può essere molto più alta perché nel processo del rimodellamento osseo e la crescita della cavità midollare, alcune linee di Harris sono stati perse. Se si tiene conto della contabilità di queste linee, un Acrocanthosaurus avrebbe impiegato dai 18 ai 24 anni per crescere completamente.

### Funzione degli arti anteriori
Come nella maggior parte degli altri teropodi non-avicoli, le zampe anteriori dell'Acrocanthosaurus non venivano mai a contatto con il terreno e pertanto non erano mai impiegate nella locomozione; si pensa piuttosto che venissero impiegate nella caccia. La scoperta di un arto anteriore completo (esemplare NCSM 14345) ha permesso la prima analisi completa della funzione e la gamma di movimento dell'arto anteriore di un Acrocanthosaurus. Lo studio ha esaminato le superfici ossee impiegate nell'articolazione per determinare quanto esse potevano muoversi senza lussarsi. In molte delle articolazioni, le ossa non combaciano esattamente, il che indica la presenza di una notevole quantità di cartilagine delle articolazioni, come si vede in molti arcosauri moderni. Tra gli altri risultati, lo studio ha suggerito che, in posizione di riposo, gli arti anteriori rimanevano appesi alle spalle con l'omero inclinato leggermente all'indietro, il gomito piegato e gli artigli in fronte mediale (verso l'interno del corpo). La spalla dell'Acrocanthosaurus era limitata nella sua gamma di movimento rispetto a quella degli esseri umani. Il braccio non poteva oscillare in un cerchio completo, ma poteva ritrattarsi (oscillare all'indietro) di 109° rispetto alla verticale, in modo che l'omero potesse effettivamente essere angolato leggermente verso l'alto. La protrazione (oscillazione in avanti) era limitata a soli 24° oltre la verticale. Il braccio era in grado di raggiungere una posizione verticale in adduzione (oscillazione verso il basso), ma poteva abdurre (oscillare verso l'alto) di soli 9° rispetto alla posizione orizzontale. Il movimento del gomito è anch'esso limitato rispetto agli esseri umani, con una gamma totale di movimento di soli 57°. Il braccio poteva essere completamente esteso (raddrizzare), né poteva flettersi (piegato) molto, con l'omero incapace persino di formare un angolo retto con l'avambraccio. La radio e l'ulna (ossa dell'avambraccio) erano bloccati insieme in modo che non vi era alcuna possibilità di pronazione o supinazione (torsione) come negli avambracci umani.

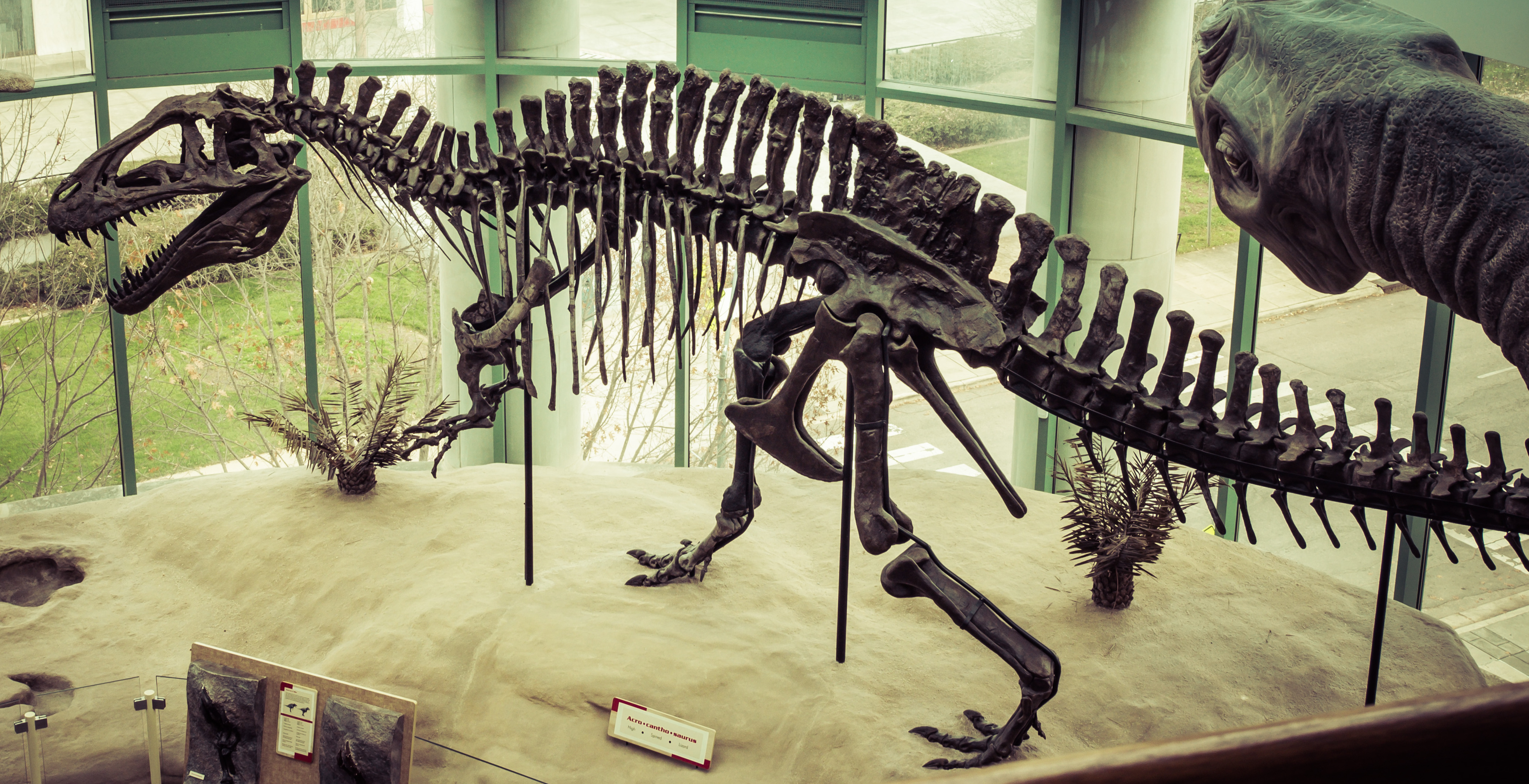
Scheletro montato di Acrocanthosaurus, in vista dorsale

Nessuno dei carpali (ossa del polso) si incastrano con precisione, suggerendo la presenza di una grande quantità di cartilagine del polso, il che lo avrebbe irrigidito molto. Tutte le dita erano in grado di estendersi (piegarsi all'indietro) fino quasi a toccare il polso. Quando flesso, il dito centrale convergeva verso il primo dito, mentre il terzo dito si torceva verso l'interno. Il primo dito della mano possedeva un grande artiglio, permanentemente flesso in modo curvo verso la parte inferiore della mano. Allo stesso modo, l'artiglio di mezzo era definitivamente flesso, mentre il terzo artiglio, il più piccolo, era in grado sia di flettersi sia di estendersi.
Dopo aver determinato gli intervalli di movimento delle articolazioni dell'arto anteriore, lo studio ha avanzato alcune ipotesi sulle abitudini predatorie dell'Acrocanthosaurus, che comprendevano gli arti anteriori. Gli arti anteriori non potevano estendersi di molto, e non raggiungevano nemmeno il collo dell'animale stesso. Pertanto, è improbabile che essi venissero usati come arma o per portare il cibo alla bocca dell'animale. D'altra parte, gli arti anteriori dovevano avere una stretta molto forte. Una volta che la preda era stata agganciata con le fauci, i muscolosi arti anteriori la trattenevano fermamente, impedendole di scappare. Più la preda si dimenava per fuggire più rimaneva impalata negli artigli dell'Acrocanthosaurus. L'estrema iperestensibilità delle dita potrebbe essere stata un adattamento per permettere all'Acrocanthosaurus di trattenere la preda senza paura di dislocazioni. Una volta che la preda era intrappolata contro il suo corpo, l'Acrocanthosaurus poteva infliggerle ferite mortali con le fauci. Un'altra possibilità è che l'Acrocanthosaurus trattenesse la sua preda tra le mascelle, mentre feriva la preda con gli artigli.

### Cervello e orecchio interno

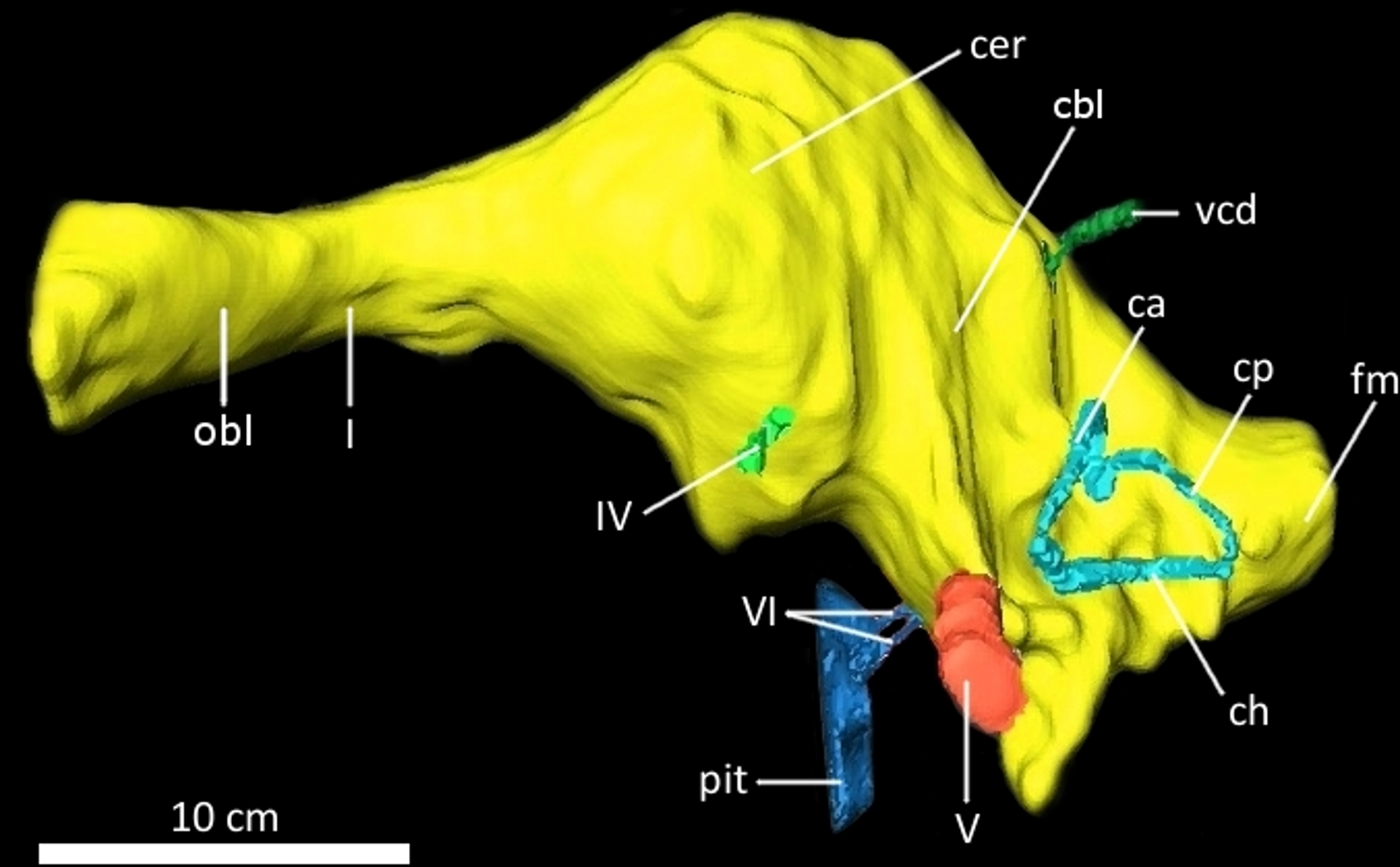
Calco digitale endocranico della scatola cranica del campione NCSM 14345

Nel 2005 gli scienziati hanno ricostruito un calco (replica) della cavità cranica di un Acrocanthosaurus mediante una tomografia computerizzata (CT scansione) per analizzare gli spazi all'interno della scatola cranica dell'olotipo (OMNH 10146). In vita, gran parte di questo spazio sarebbe stato riempito dalle meningi e dal liquido cerebrospinale, oltre che dal cervello stesso. Le caratteristiche generali del cervello e dei nervi cranici sono state determinate dal calco e confrontate con quelle di altri teropodi. Mentre il cervello è simile a quello di molti teropodi, è più simile in forma a quella di un allosauroide, in particolare è simile al cervello di Carcharodontosaurus e Giganotosaurus, piuttosto che quelli di Allosaurus o Sinraptor, fornendo un ulteriore supporto per l'ipotesi che l'Acrocanthosaurus fosse un carcharodontosauridae.
Il cervello era leggermente sigmoidale (a forma di S), senza molte espansione negli emisferi cerebrali, più simile a quello di un coccodrillo che a quello di un uccello. Questo è in linea con il conservatorismo complessivo del cervello dei teropodi non-coelurosauri. L'Acrocanthosaurus aveva grandi bulbi olfattivi, indicando un buon senso dell'olfatto. La ricostruire dei canali semicircolari dell'orecchio, che controllavano l'equilibrio, mostrano che la testa dell'animale era tenuta ad un angolo di 25° sotto l'orizzontale. Ciò è stato determinato orientando il calco in modo che il canale semicircolare laterale fosse parallelo al terreno, come di solito avviene quando un animale è in una postura d'allerta.

### Possibili impronte

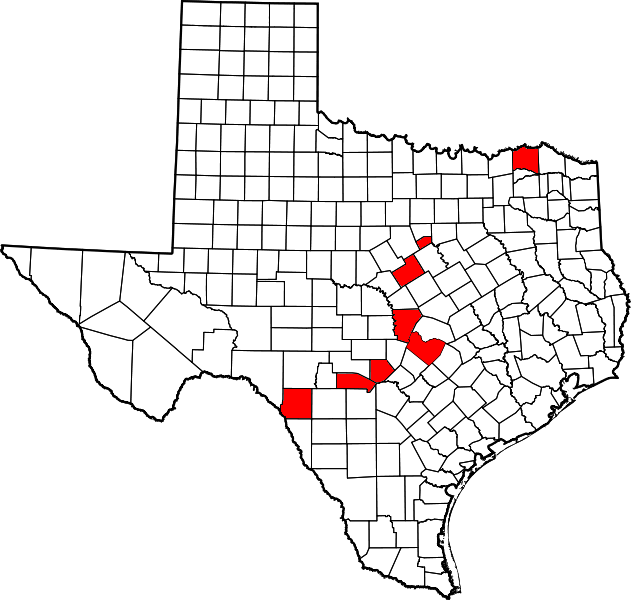
Alcune contee del Texas in cui sono state ritrovate grandi impronte di teropodi, nella Formazione Glen Rose

La Formazione Glen Rose del Texas centrale conserva numerose impronte di dinosauri, tra cui grandi, impronte di teropodi a tre dita. La più famosa pista di impronte è senza dubbio quella scoperta lungo il fiume Paluxy, nel Dinosaur Valley State Park, una sezione della quale è ora esposta nel American Museum of Natural History, di New York, anche se molti altri siti in tutto lo stato sono stati descritto in letteratura. È impossibile dire a quale animale appartengano quelle impronte, dal momento che non ci sono ossa fossili associate alla pista. Tuttavia, gli scienziati hanno a lungo considerato probabile che le impronte appartengono ad un Acrocanthosaurus. Uno studio del 2001, ha confrontato le impronte della pista della Glen Rose con i piedi di diverse grandi teropodi, ma non riuscì ad assegnarle a nessun particolare genere. Tuttavia, lo studio ha rilevato che le tracce erano entro i limiti di dimensione e forma previste per un Acrocanthosaurus. Siccome la Formazione Glen Rose è vicino alla Formazioni Antlers e Twin Mountain, unito al fatto che l'Acrocanthosaurus è l'unico grande carnivoro conosciuto da queste formazioni, lo studio ha concluso che probabilmente è stato un Acrocanthosaurus a lasciare le tracce.
La famosa pista di Glen Rose in esposizione a New York, include le impronte di teropodi appartenenti a diversi esemplari che si muovevano nella stessa direzione di almeno dodici dinosauri sauropodi. A volte le impronte dei teropodi si incrociavano con quelle dei sauropodi. L'ipotesi dominante di questa pista, è che rappresenti un piccolo gruppo di Acrocanthosaurus mentre dava la caccia ad un branco di sauropodi. Per quanto interessante e plausibile, questa ipotesi è difficile da dimostrare ed esistono altre spiegazioni. Ad esempio, che diversi teropodi solitari si muovessero nella stessa direzione, su un terreno in cui i sauropodi erano passati in un tempo precedente, creando l'aspetto di un branco in caccia. Lo stesso si può dire per il presunto "branco" di sauropodi, che potrebbe essere semplicemente costituito da esemplari solitari passati in diversi stadi di tempo. In uno specifico punto, dove le impronte di uno dei teropodi attraversa il percorso di uno dei sauropodi, nella pista manca l'impronta di una delle zampe, fatto che è stato interpretato da molti come una prova di un attacco. Tuttavia, altri scienziati mettono in dubbio la validità di questa interpretazione, poiché il sauropode non cambia andatura, come ci si aspetterebbe se un grande predatore fosse rimasto appeso su un lato dell'animale.

### Possibile danza d'accoppiamento
Tra il 2015 e il 2016, in Colorado un team di ricercatori e paleontologi della University of Colorado Denver hanno scoperto delle strane impronte lungo un letto di rocce sedimentarie datato al Cretaceo inferiore. Tali impronte sono semi-circolari e larghe fino a due metri l'una e sono disposte l'una parallela all'altra. A prima vista i paleontologi hanno pensato alla base della costruzione di un nido, ma i nidi dei dinosauri presentano un bordo sopraelevato e un fondo piatto e presentano il più delle volte gusci d'uovo. Questi segni nel terreno sono allungati e concave e presentano traccia di artigli, come se questi avessero strisciato sul terreno. Queste strutture sono più paragonabili ai lek prodotti dagli uccelli terricoli in amore. Durante i lek gli uccelli terricoli maschi calpestano il terreno in una sorta di danza mentre sfoggiano le piume o lanciano richiami amorosi. Secondo i paleontologi, quindi questa sarebbe la prima evidenza fossile di un rituale d'accoppiamento tra dinosauri teropodi al mondo. Se fosse vero, ciò avvalerebbe la stretta relazione tra dinosauri e uccelli, anche sul piano comportamentale. Visto il periodo geologico delle impronte e l'area in cui sono state rinvenute, si pensa che l'autore di queste impronte sia proprio l'Acrocanthosaurus.

### Paleopatologia
Il cranio olotipo di Acrocanthosaurus mostra la presenza di un nuovo materiale osseo exostotico sull'osso squamoso. La spina neurale dell'undicesima vertebra dorsale sembra essersi fratturata e guarita, mentre la spina neurale della terza vertebra caudale ha un'insolita struttura a gancio.
Nel 2008, l'osservazione dettagliata del mascellare di uno degli esemplari meglio conservati di Acrocanthosaurus, ha permesso di rinvenire un piccolo dente conficcato nel ramo ventrale di uno dei mascellari, all'altezza dell'ottavo alveolo. Il dente è troppo piccolo per appartenere ad un altro Acrocanthosaurus, ed appartiene probabilmente ad crocodylomorpho. Il fatto che il dente sia parzialmente integrato nel tessuto osseo del cranio, indica che passo molto tempo da quando il crocodylomorpho morse l'Acrocanthosaurus, a quando questo morì. È possibile quindi che il dente sia la prova di un disperato tentativo del coccodrillo di liberarsi dalla morsa di un Acrocanthosaurus.

## Paleoecologia

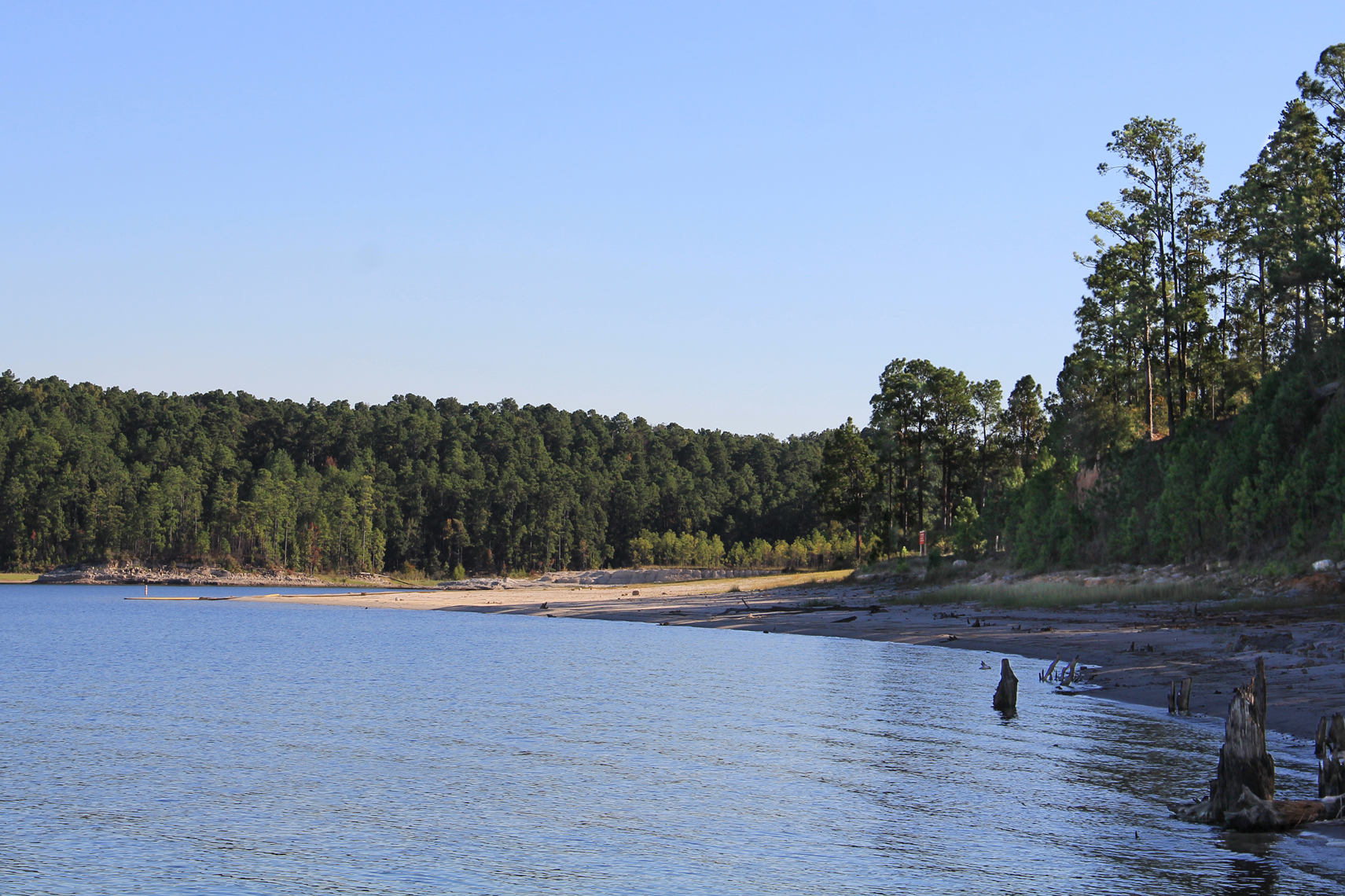
L'habitat dellAcrocanthosaurus comprendeva, vaste foreste di conifere e grandi laghi, in un ambiente molto simile a quello della moderna Louisiana.

Definiti fossili di Acrocanthosaurus sono stati rinvenuti nella Formazione Twin Mountain del nord del Texas, nella Formazione Antlers nel sud dell'Oklahoma e nella Formazione Cloverly del centro-nord del Wyoming, e forse anche nella Formazione Arundel nel Maryland e in Florida. Queste formazioni geologiche non sono state datate radiometricamente, ma usando la biostratigrafia per stimare la loro età. Sulla base dei cambiamenti nei taxa degli ammoniti, il confine tra l'Aptiano e Albiano, del Cretaceo inferiore è stato localizzato all'interno della Formazione Glen Rose del Texas, che contengono impronte di Acrocanthosaurus e si trovano appena al di sopra della Formazione Twin Mountain. Questo indica che la Formazione Twin Mountains si trova interamente all'interno dell'Aptiano, che durò dai 125 ai 112 milioni di anni fa. La formazione Antlers contiene fossili di Deinonychus e Tenontosaurus, due generi già ritrovati anche nella formazione Cloverly, che è stato radiometricamente datata all'Aptiano, suggerendo la stessa età per anche per la Formazione Antlers. Pertanto, l'Acrocanthosaurus molto probabilmente visse tra i 125 e i 100 milioni di anni fa.
Durante questo periodo, l'area che comprendeva le Formazioni Antlers e Twins Mountains era una grande pianura alluvionale che si scaricava in un mare interno poco profondo. Un paio di milioni di anni dopo, questo mare si sarebbe espanso a nord, diventando il Mare interno occidentale e dividendo il Nord America in due continenti per quasi tutto il Cretaceo superiore. La formazione Glen Rose rappresenta un ambiente costiero, con possibili tracce di Acrocanthosaurus in zone fangose lungo l'antica linea costiera. Essendo l'Acrocanthosaurus il superpredatore del suo ecosistema aveva una vasta gamma di fonti di cibo e molti ambienti in cui vivere. Tra le potenziali prede dell'Acrocanthosaurus vi sono i sauropodi come l'Astrodon e forse anche l'enorme Sauroposeidon, così come grandi ornitopodi come Tenontosaurus. Nella stessa formazione viveva un altro teropode, il piccolo dromeosauro Deinonychus, che raggiungeva i 3 metri (10 piedi) di lunghezza, che non rappresentava una minaccia per un Acrocanthosaurus adulto, ma poteva competere per il cibo con gli esemplari più giovani, e depredarne i nidi.

## Nella cultura di massa
L'Acrocanthosaurus non è un dinosauro molto noto al pubblico, sebbene sia conosciuto per innumerevoli fossili ben conservati. In compenso è ben conosciuto dai paleontologi e per questo raffigurati in alcuni documentari e nella letteratura:
L'Acrocanthosaurus compare nel romanzo di Robert T. Bakker Raptor Red, dove un branco fa da antagonista alla famiglia di Utahraptor protagonista, nell'arco temporale di un anno. Nel romanzo uno di loro viene attaccato e ucciso da un Kronosaurus;
Compare anche nel cartone animato Dinosaur King, e nei documentari Mega Beast e Prehistoric, così come viene mostrato nei videogiochi Jurassic Park: Operation Genesis, Primal Carnage, The Isle, Jurassic World Evolution e Jurassic World Evolution 2; in Jurassic World: il gioco (che lo possono ottenere solo i giocatori con accesso VIP) e Jurassic World Alive.